# Захарно петле
Захарното петле (известно и като златно петле) е вид сладкарско изделие, което се прави от карамелизирана захар във формата на петле (откъдето идва и името му) с пръчка, поставена като дръжка. Захарното петле е популярна близалка на панаири и събори. Други популярни карамелизирани форми са на катерички и котенца.

## Рецепта
За приготвянето на захарни петлета на 10 с.л. вода се прибавят 10 с.л. захар, щипка лимонена киселина или 1 с.л. винен оцет. Смесени на слаб огън се оставят до сгъстяване до придобиване на карамелен цвят. Така получената карамелена смес се излива в предварително намазана с растително масло формичка и се прибавя дървена или пластмасова пръчица.

## Галерия
- Карамелизирани близалки от Китай
- Карамелизирани близалки от Япония